# Skeppshult
Skeppshult är en tätort och industrisamhälle i Villstads distrikt (Villstads socken) i den södra delen av Gislaveds kommun i Jönköpings län, belägen vid Nissastigen (riksväg 26), ca 25 km från centralorten Gislaved.

## Historia
Den gamla Skeppshults gård från 1400-talet, som fortfarande finns kvar, är upphov till ortens uppkomst. Även den gamla gästgivaregården från 1650-talet finns kvar men är numera ombyggd till skola.

### Befolkningsutveckling
| Befolkningsutvecklingen i Skeppshult 1950–2020          | Befolkningsutvecklingen i Skeppshult 1950–2020 | Befolkningsutvecklingen i Skeppshult 1950–2020 | Befolkningsutvecklingen i Skeppshult 1950–2020 | Befolkningsutvecklingen i Skeppshult 1950–2020 |
| ------------------------------------------------------- | ---------------------------------------------- | ---------------------------------------------- | ---------------------------------------------- | ---------------------------------------------- |
|                                                         |                                                |                                                |                                                |                                                |
| År                                                      |                                                |                                                | Folkmängd                                      | Areal (ha)                                     |
| 1950                                                    | 1950                                           |                                                | 351                                            | ##                                             |
| 1960                                                    | 1960                                           |                                                | 307                                            |                                                |
| 1965                                                    | 1965                                           |                                                | 380                                            |                                                |
| 1970                                                    | 1970                                           |                                                | 419                                            |                                                |
| 1975                                                    | 1975                                           |                                                | 380                                            |                                                |
| 1980                                                    | 1980                                           |                                                | 358                                            |                                                |
| 1990                                                    | 1990                                           |                                                | 442                                            | 84                                             |
| 1995                                                    | 1995                                           |                                                | 441                                            | 84                                             |
| 2000                                                    | 2000                                           |                                                | 430                                            | 84                                             |
| 2005                                                    | 2005                                           |                                                | 389                                            | 85                                             |
| 2010                                                    | 2010                                           |                                                | 365                                            | 85                                             |
| 2015                                                    | 2015                                           |                                                | 360                                            | 98                                             |
| 2018                                                    | 2018                                           |                                                | 386                                            | 98                                             |
| 2020                                                    | 2020                                           |                                                | 378                                            | 96                                             |
| Anm.: ## Som tätort/befolkningsagglomeration 1920–1950. |                                                |                                                |                                                |                                                |

## Näringsliv
Den första industrin anlades redan på 1850-talet och var ett garveri. Idag har näringslivet i Skeppshult en stark inriktning på metallindustri, exempelvis Skeppshults Gjuteri AB (Skeppshultspannorna i gjutjärn), Skeppshults Press & Svets (Skeppshultstegen) och Albert Samuelsson & Co AB (Skepphultscykeln).